# Moyie Springs
Moyie Springs es una ciudad ubicada en el condado de Boundary en el estado estadounidense de Idaho. En el Censo de 2010 tenía una población de 718 habitantes y una densidad poblacional de 182,86 personas por km².

## Geografía
Moyie Springs se encuentra ubicada en las coordenadas 48°43′30″N 116°11′43″O / 48.72500, -116.19528. Según la Oficina del Censo de los Estados Unidos, Moyie Springs tiene una superficie total de 3.93 km², de la cual 3.93 km² corresponden a tierra firme y (0%) 0 km² es agua.

## Demografía
Según el censo de 2010, había 718 personas residiendo en Moyie Springs. La densidad de población era de 182,86 hab./km². De los 718 habitantes, Moyie Springs estaba compuesto por el 93.59% blancos, el 0.84% eran afroamericanos, el 0.7% eran amerindios, el 0.14% eran asiáticos, el 0% eran isleños del Pacífico, el 1.67% eran de otras razas y el 3.06% pertenecían a dos o más razas. Del total de la población el 7.66% eran hispanos o latinos de cualquier raza.